# ホルダー (アメリカンフットボール)

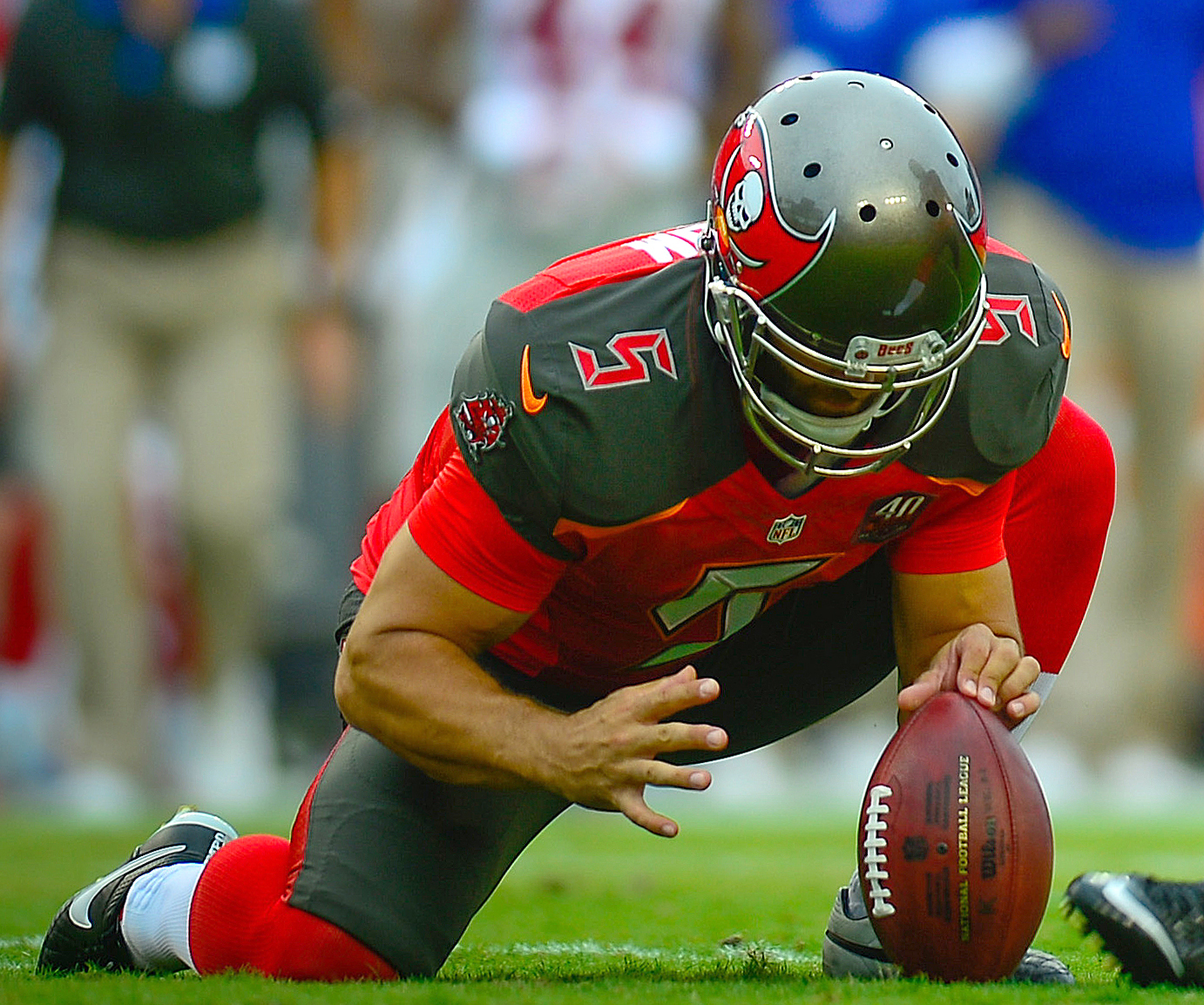
ジェイコブ・シャム
(タンパベイ・バッカニアーズ)

ホルダー（Holder）は、フィールドゴールやエクストラポイントでプレースキッカー（以下、「キッカー」）がボールを蹴る際に、ロングスナッパーからスナップを受け取るポジション。
ホルダーは、スクリーメージラインから7ヤード下がった地点に片膝をついてセットし、キッカーが足で示した地点に手をかざして、スナップを待ち、スナップを受け取ったら、ボールが蹴られるまで指を1本又は2本でバランスを取りながら、ボールを芝生に立てる。
キックが成功するためには、キッカーとホルダーの息を合わせることが必要で、ホルダーはキッカーが示した地点に正しくボールを置き、ボールの紐がキッカーの足と接触しない向きに直し、キッカーが求めるボールの傾きに調整する必要がある。
ホルダーは、キッカーやロングスナッパーと同様に、相手選手からの意図的な接触から保護され、違反した場合はラフィング・ザ・ホルダーの15ヤードのペナルティが課される。